# Arboreto Giner de los Ríos
El arboreto Giner de los Ríos es un arboreto de 1 hectárea de extensión que se encuentra en la comarca de Sierra Norte (Madrid), en el término municipal de Rascafría en la comunidad autónoma de Madrid, España. 
Es un área temática del Centro de Visitantes del Parque nacional de la Sierra de Guadarrama, Puente del Perdón, uno de los once centros con los que cuenta la Red de Centros de educación ambiental de la Comunidad de Madrid distribuidos por toda la Comunidad de Madrid. 

## Localización
Se encuentra en el término municipal de Rascafría, frente al Monasterio del Paular en la zona noroeste de la Comunidad de Madrid, en el Parque nacional de la Sierra de Guadarrama en su vertiente madrileña.
Centro de Visitantes Puente del Perdón, Ctra. M-604, km 27,600 28740 Rascafría - Madrid
Planos y vistas satelitales.40°53′19.5″N 3°53′14.7″O / 40.888750, -3.887417
Horarios: Sábados, domingos y festivos de 9:30 a 16:00h
Se accede por la carretera M-604, km 27,600.

## Historia
El arboreto lleva el nombre de Don Francisco Giner de los Ríos, que fue el creador de la Institución Libre de Enseñanza. 
Este espacio botánico se empezó a crear antes de 1999 pero es a partir de 2024 cuando con la ubicación en la zona del Centro de Educación Ambiental Puente del Perdón, ahora Centro de Visitantes del Parque nacional de la Sierra de Guadarrama, Puente del Perdón que pasó a ser gestionado y diseñado por este otorgándole el estatus de arboreto, debido al interés científico que el estudio y seguimiento de sus especies tenía tanto por la adaptación de los ejemplares como por el de interés etnobotánico y ecoproductivo que estas tienen. Estudio publicado en formato de libro por la Comunidad de Madrid.

## Colecciones
El Arboreto Giner de los Ríos puede verse una representación de los bosques caducifolios de diferentes áreas del planeta, aprovechando las buenas condiciones climáticas locales para este tipo de vegetación. En consecuencia, las más de 200 especies, botánicas presentes se encuentran agrupadas en función de su procedencia geográfica, de manera que se reproduce una imagen bastante próxima de cada uno de los tipos de foresta considerados, Asia, Europa, América del Norte y América del Sur.
Los bosques planocaducifolios aparecen en territorios con elevada humedad y con estación fría bien definida, sobre todo en el hemisferio norte, tanto en Europa como en Asia y Norteamérica, aunque también se presentan en la franja meridional sudamericana. El arboreto cuenta con representación de los bosques planocaducifolios de esas 4 áreas del planeta. Dentro de cada una de las grandes áreas del arboreto, se han situado unas plazas, las de Asia, Europa, Norteamérica y América del Sur, con un árbol distintivo de cada uno de los territorios, así como con un cartel referente a las características generales y particularidades de cada uno de los núcleos de bosque.
En el acondicionamiento se ha procurado una composición que evolucione hacia un aspecto lo más natural e integrado posible, para lo cual se ha tenido en cuenta la plantación de arbustos de sotobosque propios de los distintos tipos de foresta.
Su objetivo es la presentación de las especies forestales planocaducifolios del mundo al público en general, así como de su uso etnobotánico.
Desde el Centro de Educación Ambiental se ofrecen visitas guiadas, así como talleres de reproducción vegetal, ecojardinería o huerto ecológico, entre otras actividades.